# Асенсио, Марко
Ма́рко Асе́нсио Виллемсен (исп. Marco Asensio Willemsen, испанское произношение: [ˈmaɾko aˈsensjo]; род. 21 января 1996[…], Кальвиа, Балеарские Острова) — испанский футболист, полузащитник французского клуба «Пари Сен-Жермен» и сборной Испании. Серебряный призёр Олимпийских игр 2020 года в Токио и участник чемпионата мира 2018 года.

## Клубная карьера

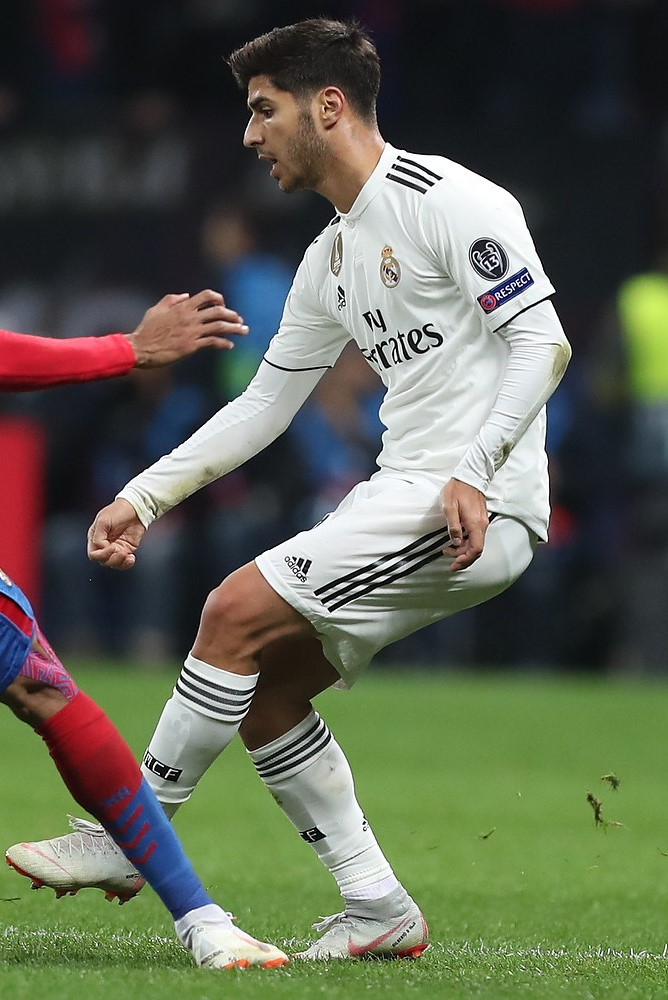
Асенсио в составе мадридского «Реала»

Асенсио родился в семье испанца и нидерландки. Является воспитанником клуба «Мальорка». 27 октября 2013 года в матче против «Рекреативо» он дебютировал в Сегунде. 16 марта 2014 года в поединке против «Тенерифе» Марко забил свой первый гол за «Мальорку».
В декабре 2014 года Асенсио подписал контракт с мадридским «Реалом», по условиям которого футболист стал игроком «королевского клуба» летом 2015 года.
В августе Марко для получения игровой практики был отдан «Реалом» в аренду в «Эспаньол». 19 сентября в матче против «Реал Сосьедада» Марко дебютировал в Ла Лиге. 20 февраля 2016 года в поединке против «Депортиво Ла-Корунья» он забил свой первый гол за «Эспаньол».
Летом 2016 года после окончания аренды Марко вернулся в «Реал». Главный тренер сливочных Зинедин Зидан, поражённый работой футболиста, принял решение оставить его в команде и не отдавать в аренду.

«Он счастлив здесь и показывает, что хочет играть за „Реал“. Я в восторге от того, что он делает.» — сказал Зидан об Асенсио.

9 августа в матче за Суперкубок УЕФА против «Севильи» Марко дебютировал за королевский клуб. В этом же поединке он забил свой первый гол за «Реал», поразив ворота Серхио Рико дальним ударом. Асенсио выиграл свой первый трофей с командой. 21 августа в матче против «Реал Сосьедад» Марко дебютировал за королевский клуб в чемпионате. В этом же поединке он отметился забитым мячом. 18 октября в поединке против польской «Легии» он забил свой первый гол в Лиге чемпионов. 18 апреля 2017 года в матче 1/4 Лиги чемпионов против мюнхенской «Баварии» Асенсио забил гол. В 2017 году он впервые выиграл чемпионат Испании в составе королевского клуба. В Финале Лиги чемпионов УЕФА 2017 против итальянского «Ювентуса» Марко забил четвёртый гол «Реала» и стал победителем турнира.
Летом 2017 года Асенсио помог «сливочным» впервые за пять лет завоевать Суперкубок Испании, забив по голу в обоих матчах против «Барселоны».
Асенсио сыграл в 11 матчах и забил один гол в Лиге чемпионов 2017/2018, в то время как клуб одержал победу в турнире в третий раз подряд и в тринадцатый в истории.
18 февраля 2018 года оформил дубль в ворота «Бетиса», «Реал Мадрид» выиграл со счётом 3:5. В следующий раз в Ла Лиге отметился голевым действием 6 мая, отдав ассист на Гарета Бейла на 72 минуте матча с «Барселоной»; встреча закончилась со счётом 2:2. 6 декабря оформил дубль и отдал голевую передачу в ответной игре 1/16 финала кубка Испании против «Мелильи».
За 2019 год ни разу не забил гол за «Мадрид» в чемпионате Испании, однако дважды отличился в Лиге чемпионов. Асенсио отправил мяч в сетку на 87 минуте первого матча 1/8 финала против «Аякса» и вывел команду вперёд. Ответный матч завершился разгромной победой «Аякса» и вылетом «Реала» из турнира; единственный в матче гол «сливочных» забил Асенсио.
18 июня 2020 года забил гол и отдал голевой пас в игре чемпионата против «Валенсии», 10 июля отметился взятием ворот в матче с «Алавесом», 19 июля забил в заключительном матче чемпионата Испании против «Леганеса». В следующий раз отправить мяч в сетку игроку удалось только 2 января 2021 года в матче с «Сельтой». Помимо взятия ворот Асенсио также отметился ассистом. 30 января забил один мяч в проигранном матче с «Леванте». Весной Асенсио выдал голевую серию из 4 матчей подряд, дважды забив в Лиге чемпионов и дважды — в Примере. 9 мая забил в игре против «Севильи» через минуту после своего выхода на замену.
22 сентября 2021 года оформил первый в карьере хет-трик. Это случилось в матче против «Мальорки», в которой Асенсио начинал карьеру футболиста. 12 декабря отличился в принципиальном дерби против команды «Атлетико Мадрид».
4 мая 2022 года состоялся ответный полуфинальный матч Лиги чемпионов против «Манчестера Сити». «Реал» смог одержать победу в экстратаймах, отыграв 2 мяча в концовке основного времени. Марко Асенсио стал автором голевой передачи на Родриго, оформившего дубль. По итогам сезона «Реал Мадрид» стал победителем Лиги чемпионов и чемпионата Испании. В финале Лиги чемпионов против «Ливерпуля» Асенсио на поле не появился.
2 апреля 2023 года поучаствовал в разгроме «Вальядолида» (6:0), отдал голевую передачу и забил один мяч на 73 минуте. В четвертьфинале Лиги чемпионов отличился голом в первой игре против «Челси» (2:0), выйдя на замену и пробив низом по воротам соперника на 74 минуте встречи. 22 апреля забил гол и отдал голевой пас в игре с «Сельтой».
Последний гол за мадридский «Реал» забил 13 мая 2023 года в домашнем матче против «Хетафе». Гол оказался единственным в игре и принёс команде победу.

### «Пари Сен-Жермен»
В мае 2023 года стало известно, что Асенсио отказался продлевать контракт с «Реалом» по причине нехватки игровой практики и обсуждает переход во французскую команду «Пари Сен-Жермен». 6 июля игрок официально перешёл в ПСЖ на правах свободного агента, подписав контракт на 6 лет. В мае игрок отклонил предложение «Астон Виллы», чтобы присоединиться к «Пари Сен-Жермен».
21 июля дебютировал за ПСЖ, выйдя на второй тайм в товарищеском матче против «Гавра». 3 августа забил гол в игре с «Чонбук Хёндэ Моторс». Впервые сыграл в чемпионате Франции 12 августа, выйдя в стартовом составе на игру с «Лорьяном» (0:0). 26 августа забил первый гол в официальной встрече — это случилось в матче третьего тура Лиги 1 против «Ланса». В следующем матче, в игре против «Олимпик Лиона», отдал ассист и забил один мяч.
7 января 2024 года в матче 1/32 кубка Франции против «Ревела» (0:9) дважды отличился голевым пасом и один раз забил сам. Всего за сезон 2023/24 забил 4 гола и отдал 5 ассистов в 19 матчах.

## Карьера в сборной

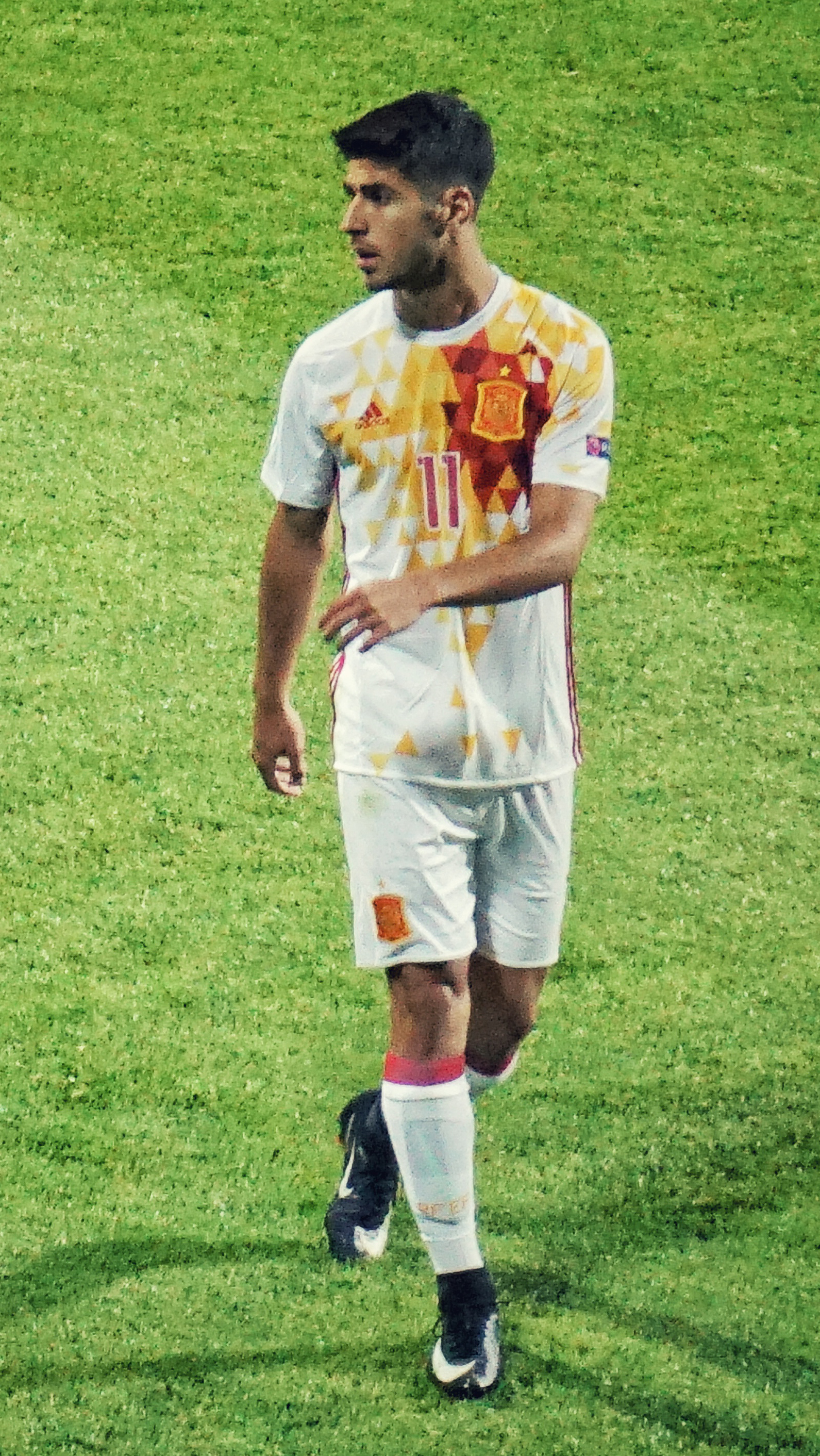
Асенсио в составе молодёжной сборной Испании

В 2015 году Асенсио в составе юношеской сборной Испании выиграл юношеский чемпионат Европы в Греции. На турнире он сыграл в матчах против команд Нидерландов, Германии, Франции и дважды России. В полуфинале против французов Марко сделал «дубль».
29 мая 2016 года в товарищеском матче против сборной Боснии и Герцеговины Асенсио дебютировал за сборную Испании.
В 2017 году в составе молодёжной сборной Испании Асенсио стал серебряным призёром молодёжного чемпионата Европы 2017 в Польше. На турнире он сыграл в матчах против команд Македонии, Португалии, Италии и Германии. В поединке против македонцев Марко сделал хет-трик. Это был первый хет-трик в карьере Асенсио.
В 2018 году Асенсио принял участие в чемпионате мира в России. На турнире он сыграл в матчах против команд Ирана, Марокко и России.
11 сентября в матче Лиги Наций против сборной Хорватии Асенсио забил свой дебютный гол за национальную сборную.

## Достижения

### Командные достижения
«Реал Мадрид»
- Чемпион Испании (3): 2016/17, 2019/20, 2021/22
- Обладатель Кубка Испании: 2022/23
- Обладатель Суперкубка Испании (2): 2017, 2021/22
- Победитель Лиги чемпионов (3): 2016/17, 2017/18, 2021/22
- Обладатель Суперкубка УЕФА (3): 2016, 2017, 2022
- Победитель Клубного чемпионата мира (4): 2016, 2017, 2018, 2022

«Пари Сен-Жермен»
- Чемпион Франции: 2023/24, 2024/2025
- Обладатель Кубка Франции: 2023/24
- Обладатель Суперкубка Франции (2): 2023, 2024

Сборная Испании (до 19 лет)
- Победитель Чемпионата Европы (до 19 лет): 2015

Сборная Испании (до 21 года)
- Серебряный призёр чемпионата Европы (до 21 года): 2017

Сборная Испании
- Победитель Лиги наций УЕФА: 2022/23
- Серебряный призёр Олимпийских игр: 2020

### Личные достижения
- Игрок месяца в Сегунде (октябрь 2014)
- «Золотой игрок» (MVP турнира) чемпионата Европы для игроков до 19 лет (2015)
- Игрок-открытие сезона 2015/16 в Примере[64]

## Статистика

### Клубная статистика
| Выступление      | Выступление      | Выступление      | Лига | Лига | Кубок | Кубок | Еврокубки | Еврокубки | Прочие | Прочие | Итого | Итого |
| Клуб             | Лига             | Сезон            | Игры | Голы | Игры  | Голы  | Игры      | Голы      | Игры   | Голы   | Игры  | Голы  |
| ---------------- | ---------------- | ---------------- | ---- | ---- | ----- | ----- | --------- | --------- | ------ | ------ | ----- | ----- |
| Мальорка B       | Сегунда B        | 2013/2014        | 14   | 3    | 0     | 0     | 0         | 0         | 0      | 0      | 14    | 3     |
| Мальорка B       | Итого            | Итого            | 14   | 3    | 0     | 0     | 0         | 0         | 0      | 0      | 14    | 3     |
| Мальорка         | Сегунда          | 2013/14          | 20   | 1    | 0     | 0     | 0         | 0         | 0      | 0      | 20    | 1     |
| Мальорка         | Сегунда          | 2014/15          | 36   | 6    | 0     | 0     | 0         | 0         | 0      | 0      | 36    | 6     |
| Мальорка         | Итого            | Итого            | 56   | 7    | 0     | 0     | 0         | 0         | 0      | 0      | 56    | 7     |
| Эспаньол         | Примера          | 2015/16          | 34   | 4    | 3     | 0     | 0         | 0         | 0      | 0      | 37    | 4     |
| Эспаньол         | Итого            | Итого            | 34   | 4    | 3     | 0     | 0         | 0         | 0      | 0      | 37    | 4     |
| Реал Мадрид      | Примера          | 2016/17          | 23   | 3    | 6     | 3     | 9         | 4         | 0      | 0      | 38    | 10    |
| Реал Мадрид      | Примера          | 2017/18          | 32   | 6    | 5     | 2     | 13        | 1         | 3      | 2      | 53    | 11    |
| Реал Мадрид      | Примера          | 2018/19          | 30   | 1    | 5     | 3     | 8         | 2         | 1      | 0      | 44    | 6     |
| Реал Мадрид      | Примера          | 2019/20          | 9    | 3    | 0     | 0     | 1         | 0         | 0      | 0      | 10    | 3     |
| Реал Мадрид      | Примера          | 2020/21          | 35   | 5    | 1     | 0     | 11        | 2         | 1      | 0      | 48    | 7     |
| Реал Мадрид      | Примера          | 2021/22          | 31   | 10   | 2     | 1     | 8         | 1         | 1      | 0      | 42    | 12    |
| Реал Мадрид      | Примера          | 2022/23          | 31   | 9    | 5     | 0     | 12        | 3         | 3      | 0      | 51    | 12    |
| Реал Мадрид      | Итого            | Итого            | 191  | 37   | 24    | 9     | 62        | 13        | 9      | 2      | 286   | 61    |
| Пари Сен-Жермен  | Лига 1           | 2023/24          | 19   | 4    | 5     | 1     | 6         | 0         | 1      | 0      | 31    | 5     |
| Пари Сен-Жермен  | Лига 1           | 2024/25          | 12   | 2    | 0     | 0     | 4         | 0         | 0      | 0      | 16    | 2     |
| Пари Сен-Жермен  | Итого            | Итого            | 31   | 6    | 5     | 1     | 10        | 0         | 1      | 0      | 47    | 7     |
| Всего за карьеру | Всего за карьеру | Всего за карьеру | 326  | 57   | 32    | 10    | 72        | 13        | 10     | 2      | 440   | 82    |

1. ↑  Суперкубок Испании, Клубный чемпионат мира.

### Голы за сборную Испании
| #   | Дата             | Стадион, город, страна                  | Противник  | Счёт | Результат | Турнир                    |
| --- | ---------------- | --------------------------------------- | ---------- | ---- | --------- | ------------------------- |
| 01. | 11 сентября 2018 | Мануэль Мартинес Валеро, Эльче, Испания | Хорватия   | 2:0  | 6:0       | Лига наций УЕФА 2018/2019 |
| 02. | 23 ноября 2022   | Эль-Тумама, Доха, Катар                 | Коста-Рика | 2:0  | 7:0       | Чемпионат мира 2022       |